# Bedous
Bedous [bədus] est une commune française, située dans le département des Pyrénées-Atlantiques en région Nouvelle-Aquitaine.

## Géographie

### Localisation
La commune de Bedous se trouve dans le département des Pyrénées-Atlantiques, en région Nouvelle-Aquitaine.
Elle se situe à 37 km par la route de Pau, préfecture du département, et à 24 km d'Oloron-Sainte-Marie, sous-préfecture.
Les communes les plus proches sont : 
Osse-en-Aspe (1,5 km), Accous (2,9 km), Lées-Athas (3,3 km), Aydius (4,8 km), Sarrance (5,7 km), Cette-Eygun (7,1 km), Lourdios-Ichère (7,6 km), Lescun (7,8 km).
Sur le plan historique et culturel, Bedous fait partie de la province du Béarn, qui fut également un État et qui présente une unité historique et culturelle à laquelle s’oppose une diversité frappante de paysages au relief tourmenté.

### Communes limitrophes
Les communes limitrophes sont  Accous, Aydius, Lées-Athas, Osse-en-Aspe et Sarrance.
|              | Sarrance |        |
| Osse-en-Aspe | Bedous   | Aydius |
| Lées-Athas   | Accous   |        |

### Hydrographie

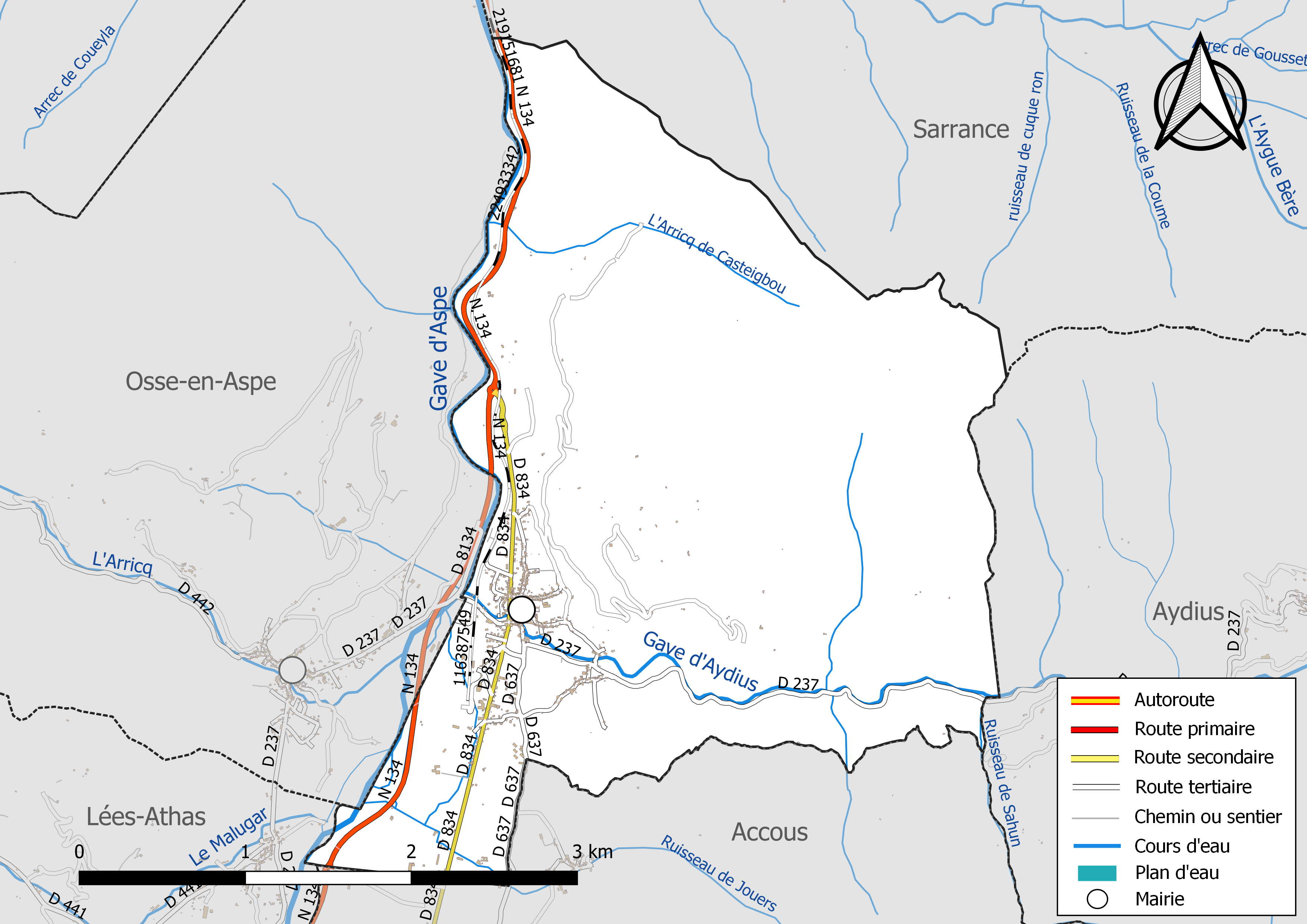
Réseaux hydrographique et routier de Bedous.

La commune est drainée par le gave d'Aspe, le gave d'Aydius, un bras du gave d'Aspe, l'Arricq de Casteigbou, le ruisseau de Jouers, le ruisseau de Sahun, et par divers petits cours d'eau, constituant un réseau hydrographique de 13 km de longueur totale,.
Le gave d'Aspe, d'une longueur totale de 58,1 km, prend sa source dans le cirque d'Aspe, au pied du Mont Aspe (2 643 m), en Espagne, et s'écoule du sud vers le nord. Il traverse la commune et se jette dans le gave d'Oloron à Oloron-Sainte-Marie, après avoir traversé 17 communes.
Le gave d'Aydius, d'une longueur totale de 12,6 km, prend sa source dans la commune d'Aydius et s'écoule d'est en ouest. Il traverse la commune et se jette dans le gave d'Aspe à Osse-en-Aspe, après avoir traversé 3 communes.

### Climat
Pour des articles plus généraux, voir Climat de la Nouvelle-Aquitaine et Climat des Pyrénées-Atlantiques.
Historiquement, la commune est exposée à un climat de montagne.  
En 2020, Météo-France publie une typologie des climats de la France métropolitaine dans laquelle la commune est toujours exposée à un climat de montagne et est dans la région climatique Pyrénées atlantiques, caractérisée par une pluviométrie élevée (>1 200 mm/an) en toutes saisons, des hivers très doux (7,5 °C en plaine) et des vents faibles.
Pour la période 1971-2000, la température annuelle moyenne est de 11,5 °C, avec une amplitude thermique annuelle de 12,9 °C. Le cumul annuel moyen de précipitations est de 1 482 mm, avec 12 jours de précipitations en janvier et 8,6 jours en juillet. Pour la période 1991-2020, la température moyenne annuelle observée sur la station météorologique la plus proche, située sur la commune d'Oloron-Sainte-Marie à 22 km à vol d'oiseau, est de 13,1 °C et le cumul annuel moyen de précipitations est de 1 491,4 mm,. Pour l'avenir, les paramètres climatiques de la commune estimés pour 2050 selon différents scénarios d’émission de gaz à effet de serre sont consultables sur un site dédié publié par Météo-France en novembre 2022.

### Milieux naturels et biodiversité

#### Espaces protégés
La protection réglementaire est le mode d’intervention le plus fort pour préserver des espaces naturels remarquables et leur biodiversité associée,.
Dans ce cadre, la commune fait partie de la zone cœur et de l'aire d'adhésion du Parc National des Pyrénées. Créé en 1967 et d'une superficie de 45 806 ha, ce parc abrite une faune riche et spécifique particulièrement intéressante : importantes populations d’isards, colonies de marmottes réimplantées avec succès, grands rapaces tels le Gypaète barbu, le Vautour fauve, le Percnoptère d’Égypte ou l’Aigle royal, le Grand tétras et le discret Desman des Pyrénées qui constitue l’exemple type de ce précieux patrimoine confié au Parc national et aussi l'Ours des Pyrénées,.

#### Réseau Natura 2000
Le réseau Natura 2000 est un réseau écologique européen de sites naturels d'intérêt écologique élaboré à partir des Directives « Habitats » et « Oiseaux », constitué de zones spéciales de conservation (ZSC) et de zones de protection spéciale (ZPS).
Trois sites Natura 2000 ont été définis sur la commune au titre de la « directive Habitats », : 
- le « massif de Sesques et de l'Ossau », d'une superficie de 25 794 ha, présentant des habitas avec de nombreuses espèces rares, souvent endémiques des Pyrénées. Il constitue également une aire de présence régulière de l'ours des Pyrénées[23] ;
- le « massif du Montagnon », d'une superficie de 8 694 ha, présentant de nombreux habitats de l'annexe I dont certains sont rares dans les Pyrénées[24] ;
- « le gave d'Aspe et le Lourdios (cours d'eau) », d'une superficie de 1 595 ha, un vaste réseau de torrents d'altitude et de cours d'eau de coteaux à très bonne qualité des eaux[25].

#### Zones naturelles d'intérêt écologique, faunistique et floristique
L’inventaire des zones naturelles d'intérêt écologique, faunistique et floristique (ZNIEFF) a pour objectif de réaliser une couverture des zones les plus intéressantes sur le plan écologique, essentiellement dans la perspective d’améliorer la connaissance du patrimoine naturel national et de fournir aux différents décideurs un outil d’aide à la prise en compte de l’environnement dans l’aménagement du territoire.
Trois ZNIEFF de type 1 sont recensées sur la commune, : 
- le « massif calcaire du pic Roumandares au sommet de Houndarete, bois de la pene d'Escot, bois d'Aran et bois de Gey » (6 133,51 ha), couvrant 5 communes du département[27] ;
- la « montagne de Liard » (7 047,09 ha), couvrant 5 communes du département[28],
- le « réseau hydrographique du gave d'Aspe et ses rives » (1 207,81 ha), couvrant 23 communes du département[29] ;

et deux ZNIEFF de type 2,, : 
- le « réseau hydrographique du gave d'Oloron et de ses affluents » (6 885,32 ha), couvrant 114 communes dont 2 dans les Landes et 112 dans les Pyrénées-Atlantiques[30] ;
- la « vallée d'Aspe » (54 924,87 ha), couvrant 22 communes du département[31].

## Urbanisme

### Typologie
Au 1er janvier 2024, Bedous est catégorisée commune rurale à habitat dispersé, selon la nouvelle grille communale de densité à sept niveaux définie par l'Insee en 2022.
Elle est située hors unité urbaine et hors attraction des villes,.

### Occupation des sols

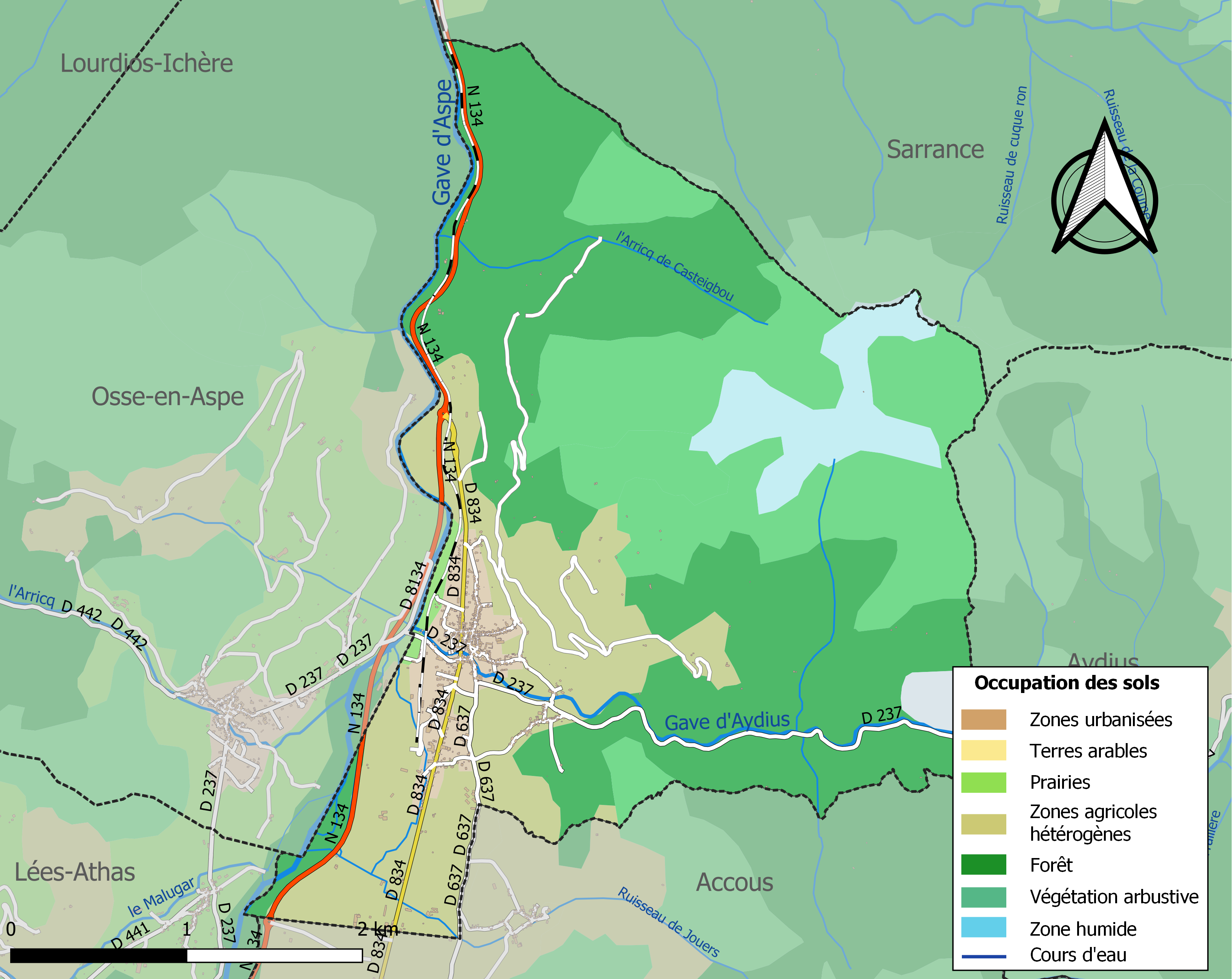
Carte des infrastructures et de l'occupation des sols de la commune en 2018 (CLC).

L'occupation des sols de la commune, telle qu'elle ressort de la base de données européenne d’occupation biophysique des sols Corine Land Cover (CLC), est marquée par l'importance des forêts et milieux semi-naturels (74,9 % en 2018), une proportion identique à celle de 1990 (74,9 %). La répartition détaillée en 2018 est la suivante : 
forêts (42,3 %), milieux à végétation arbustive et/ou herbacée (25,8 %), zones agricoles hétérogènes (20,5 %), espaces ouverts, sans ou avec peu de végétation (6,8 %), zones urbanisées (4,1 %), prairies (0,6 %). L'évolution de l’occupation des sols de la commune et de ses infrastructures peut être observée sur les différentes représentations cartographiques du territoire : la carte de Cassini (XVIIIe siècle), la carte d'état-major (1820-1866) et les cartes ou photos aériennes de l'IGN pour la période actuelle (1950 à aujourd'hui).

### Lieux-dits et hameaux
- Agnès (ruines)[6],[36]
- Agnez (borde d’)[6]
- Apiou (borde d’)[6]
- Apatie (borde d’)[6],[36]
- Aulance[6]
- Balencie[6]
- Bergez[6]
- Bergez (borde de)[6]
- Bouhaben (borde de)[6]
- Bousquet[6]
- Candau (fontaine de)[6]
- Casteigbou[6]
- Castéruch (cabane de)[6]
- Castetnau (ruines)[6]
- Clavère[6]
- Claverie (borde de)[6]
- Coudure (la)[6]
- Esplous (borde d’)[6]
- Gloriette (la)[6]
- Hayet (borde de)[6]
- Ichau (borde d’)[6]
- Ichéu (fontaine d’)[6]
- Lagouaret (fontaine de)[6]
- Lescanet[6]
- Maisonnave (borde de)[6]
- Mauhourat[6]
- Mautemps (fontaine de)[6]
- Mirande (borde de)[6]
- Mousquère (la)[6]
- Nouqueret (borde de)[6]
- Orcun[6],[36]
- Ourdinse (plateau)[6]
- Pétraube (fontaine de)[6]
- Pouget (fontaine de)[6]
- Poulidor (borde de)[6]
- Puts-déou-Cot[6]
- Sablas (glissoire des)[6]
- Saint-Berthoumieu[6]
- Salanouve (borde de)[6]
- Soudious (plateau de)[6]
- Suberlaché[6],[36]
- Vignau (borde de)[6]

### Voies de communication et transports
La route nationale 134 traverse la commune, ainsi que les routes départementales 237 et 637.
La gare de Bedous, sur la ligne Pau-Canfranc, possède un arrêt à Bedous.
Le trafic voyageurs a été interrompu le 27 mars 1970 vers Canfranc et vers Oloron le 1er juin 1980.
Le 26 juin 2016, après d’importants travaux (18 mois), a lieu la remise en exploitation du tronçon ferroviaire Oloron-Bedous. C'est une étape importante dans la réhabilitation de l’axe Pau-Canfranc, et au-delà de la ligne « Goya » reliant Pau à Saragosse.
La gare est aujourd'hui le terminus des TER Nouvelle-Aquitaine en provenance et en direction de Pau.

### Risques majeurs
Le territoire de la commune de Bedous est vulnérable à différents aléas naturels : météorologiques (tempête, orage, neige, grand froid, canicule ou sécheresse), inondations, feux de forêts, mouvements de terrains, avalanche  et séisme (sismicité moyenne). Un site publié par le BRGM permet d'évaluer simplement et rapidement les risques d'un bien localisé soit par son adresse soit par le numéro de sa parcelle.
Certaines parties du territoire communal sont susceptibles d’être affectées par le risque d’inondation par une crue torrentielle ou à montée rapide de cours d'eau, notamment le gave d'Aspe et le gave d'Aydius. La commune a été reconnue en état de catastrophe naturelle au titre des dommages causés par les inondations et coulées de boue survenues en 1982, 1996, 2009, 2014 et 2018,.
Bedous est exposée au risque de feu de forêt. En 2020, le premier plan de protection des forêts contre les incendies (PDPFCI) a été adopté pour la période 2020-2030. La réglementation des usages du feu à l’air libre et les obligations légales de débroussaillement dans le département des Pyrénées-Atlantiques font l'objet d'une consultation de public ouverte du 16 septembre au 7 octobre 2022,.
Les mouvements de terrains susceptibles de se produire sur la commune sont des mouvements de sols liés à la présence d'argile et des affaissements et effondrements liés aux cavités souterraines (hors mines). Afin de mieux appréhender le risque d’affaissement de terrain, un inventaire national permet de localiser les éventuelles cavités souterraines sur la commune.

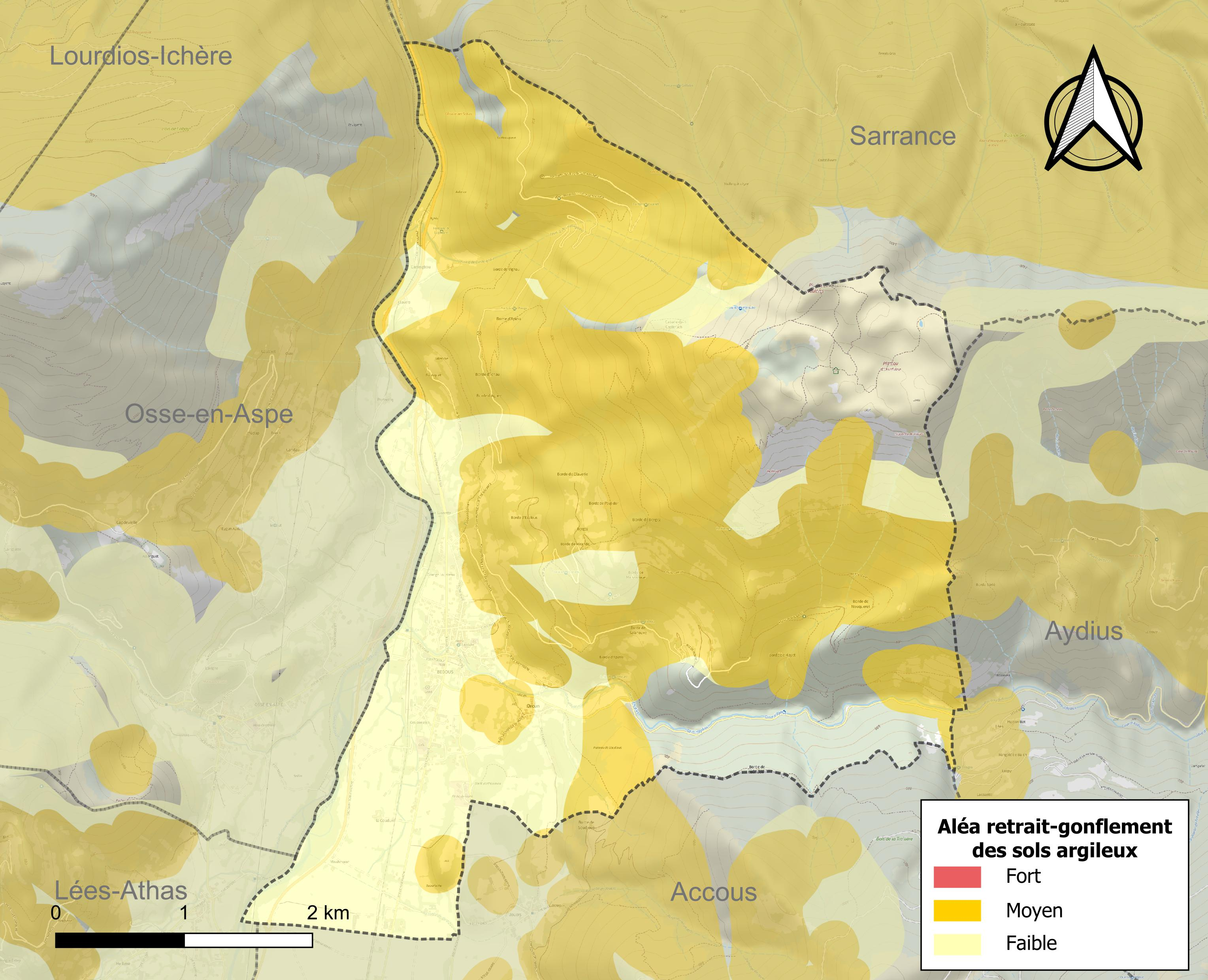
Carte des zones d'aléa retrait-gonflement des sols argileux de Bedous.

Le retrait-gonflement des sols argileux est susceptible d'engendrer des dommages importants aux bâtiments en cas d’alternance de périodes de sécheresse et de pluie. 57,6 % de la superficie communale est en aléa moyen ou fort (59 % au niveau départemental et 48,5 % au niveau national). Depuis le 1er octobre 2020, en application de la loi ELAN, différentes contraintes s'imposent aux vendeurs, maîtres d'ouvrages ou constructeurs de biens situés dans une zone classée en aléa moyen ou fort,.
La commune est exposée aux risques d'avalanche. Les habitants exposés à ce risque doivent se renseigner, en mairie, de l’existence d’un plan de prévention des risques avalanches (PPRA). Le cas échéant, identifier les mesures applicables à l'habitation, identifier, au sein de l'habitation, la pièce avec la façade la moins exposée à l’aléa pouvant faire office, au besoin, de zone de confinement et équiper cette pièce avec un kit de situation d’urgence,.

## Toponymie
Le toponyme Bedous apparaît sous les formes 
Bedoos (1250, fors d'Aspe), 
Bedos (1267, cartulaire d'Oloron), 
Saint Michel de Bedous (1675, insinuation du diocèse d'Oloron) et 
Bedous (fin XVIIIe siècle, carte de Cassini).
Il est dérivé du radical betu (betulla signifie 'bouleau' en latin) et du suffixe aquitain -ossum, et signifie « lieu où il y a des bouleaux ».
Son nom béarnais est Bedós ou Bedous.
Agnès était une ferme mentionnée sous la forme Anée en 1385 (censier de Béarn).
Apatie, fief dont le nom provient de l'abbaye laïque de Bedous, est attesté en 1707, sous la forme Abbadie (titres de Bedous) et Appatie (1863, dictionnaire topographique Béarn-Pays basque).
Laché est le nom d’une église détruite, ancien prieuré du diocèse d’Oloron, située sur le domaine de la commune. Elle recueillait autrefois les archives de la vallée d'Aspe. Son existence est attestée au XIIIe siècle sous la graphie Laxe (fors d'Aspe), en 1398 (Sainct Johan de Laxce, titres de la vallée d'Aspe) et 1608 (Sent Johan de Laxer, insinuation du diocèse d'Oloron).
Le toponyme Orcun apparaît sous les formes 
Orqunh (1247, fors d'Aspe), 
Orcunh (1441, notaires d'Oloron), 
Orchunh (1449, règlements de la Cour Majour de Béarn), 
Sanctus-Joannes d'Orcun et Orcun (respectivement 1608 et 1621, insinuations du diocèse d'Oloron) et
Orcun (fin XVIIIe siècle, carte de Cassini).
Michel Grosclaude indique que le toponyme provient probablement du basque urki (« bouleau »), augmenté du suffixe locatif -(k)un, pour donner, tout comme le toponyme Bedous, « lieu où il y a des bouleaux ».
Suberlaché est une fontaine dont les qualités minérales sont mentionnées par le dictionnaire topographique Béarn-Pays basque de 1863.

## Histoire
Paul Raymond note que la commune comptait une abbaye laïque, vassale de la vicomté de Béarn.
En 1385, Bedous comptait 62 feux et Orcun 15. Les deux communes dépendaient du bailliage d'Aspe.
Le 27 mars 1970, la destruction du pont de l'Estanguet, causée par un déraillement, a entraîné l'arrêt de l'exploitation de la section de Bedous à Canfranc. Depuis, la voie a été déposée dans le tunnel qui sert de voie de secours au tunnel routier du Somport.

## Politique et administration
| Période | Période  | Identité                 | Étiquette | Qualité                              |
| ------- | -------- | ------------------------ | --------- | ------------------------------------ |
| 1968    | 2001     | Robert Balangué          | PS        |                                      |
| 2001    | 2008     | Jacques Couratte-Arnaude | PS        |                                      |
| 2008    | En cours | Henri Bellegarde         | PS        | Conseiller départemental depuis 2021 |

### Intercommunalité
La commune fait partie de sept structures intercommunales :
- l'agence publique de gestion locale ;
- la communauté de communes du Haut Béarn ;
- le syndicat d'énergie des Pyrénées-Atlantiques ;
- le syndicat de télévision d'Oloron - Vallée d'Aspe ;
- le syndicat intercommunal d'aide matérielle à la scolarisation en vallée d'Aspe ;
- le syndicat mixte des gaves d'Oloron - Aspe - Ossau et de leurs affluents ;
- le syndicat mixte du Haut-Béarn.

## Population et société

### Démographie
Le gentilé est Bedousien.
L'évolution du nombre d'habitants est connue à travers les recensements de la population effectués dans la commune depuis 1793. Pour les communes de moins de 10 000 habitants, une enquête de recensement portant sur toute la population est réalisée tous les cinq ans, les populations de référence des années intermédiaires étant quant à elles estimées par interpolation ou extrapolation. Pour la commune, le premier recensement exhaustif entrant dans le cadre du nouveau dispositif a été réalisé en 2006.

En 2022, la commune comptait 574 habitants, en évolution de −2,88 % par rapport à 2016 (Pyrénées-Atlantiques : +3,78 %, France hors Mayotte : +2,11 %).
| 1793  | 1800  | 1806  | 1821  | 1831  | 1836  | 1841  | 1846  | 1851  |
| ----- | ----- | ----- | ----- | ----- | ----- | ----- | ----- | ----- |
| 1 053 | 1 031 | 1 140 | 1 035 | 1 289 | 1 392 | 1 396 | 1 355 | 1 326 |

| 1856  | 1861  | 1866  | 1872  | 1876  | 1881  | 1886  | 1891 | 1896 |
| ----- | ----- | ----- | ----- | ----- | ----- | ----- | ---- | ---- |
| 1 309 | 1 353 | 1 176 | 1 092 | 1 133 | 1 133 | 1 107 | 970  | 973  |

| 1901 | 1906 | 1911  | 1921 | 1926 | 1931 | 1936 | 1946 | 1954 |
| ---- | ---- | ----- | ---- | ---- | ---- | ---- | ---- | ---- |
| 929  | 927  | 1 068 | 866  | 900  | 943  | 826  | 726  | 691  |

| 1962 | 1968 | 1975 | 1982 | 1990 | 1999 | 2006 | 2011 | 2016 |
| ---- | ---- | ---- | ---- | ---- | ---- | ---- | ---- | ---- |
| 802  | 591  | 542  | 610  | 554  | 578  | 534  | 558  | 591  |

| 2021 | 2022 | - | - | - | - | - | - | - |
| ---- | ---- | - | - | - | - | - | - | - |
| 583  | 574  | - | - | - | - | - | - | - |

### Santé
Ouverte sur la commune en 2014, une maison de santé pluridisciplinaire (MSP) regroupe en 2018 des médecins généralistes, des infirmiers, des dentistes, des kinésithérapeutes, une sage-femme, une psychologue, une orthophoniste et un podologue.

## Économie

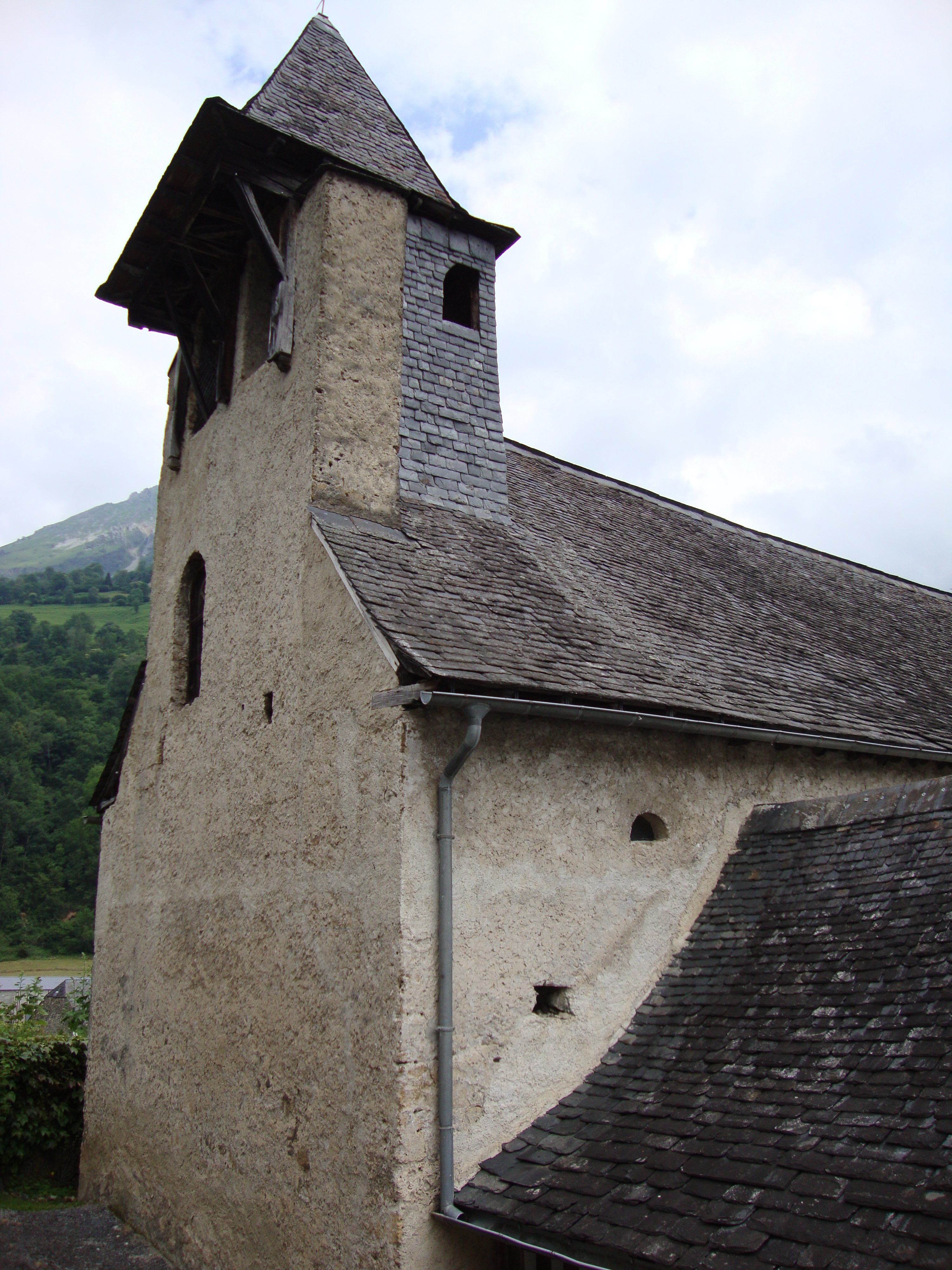
La chapelle d'Orcun, le clocher-mur avec sa caisse de résonance formant une tour.

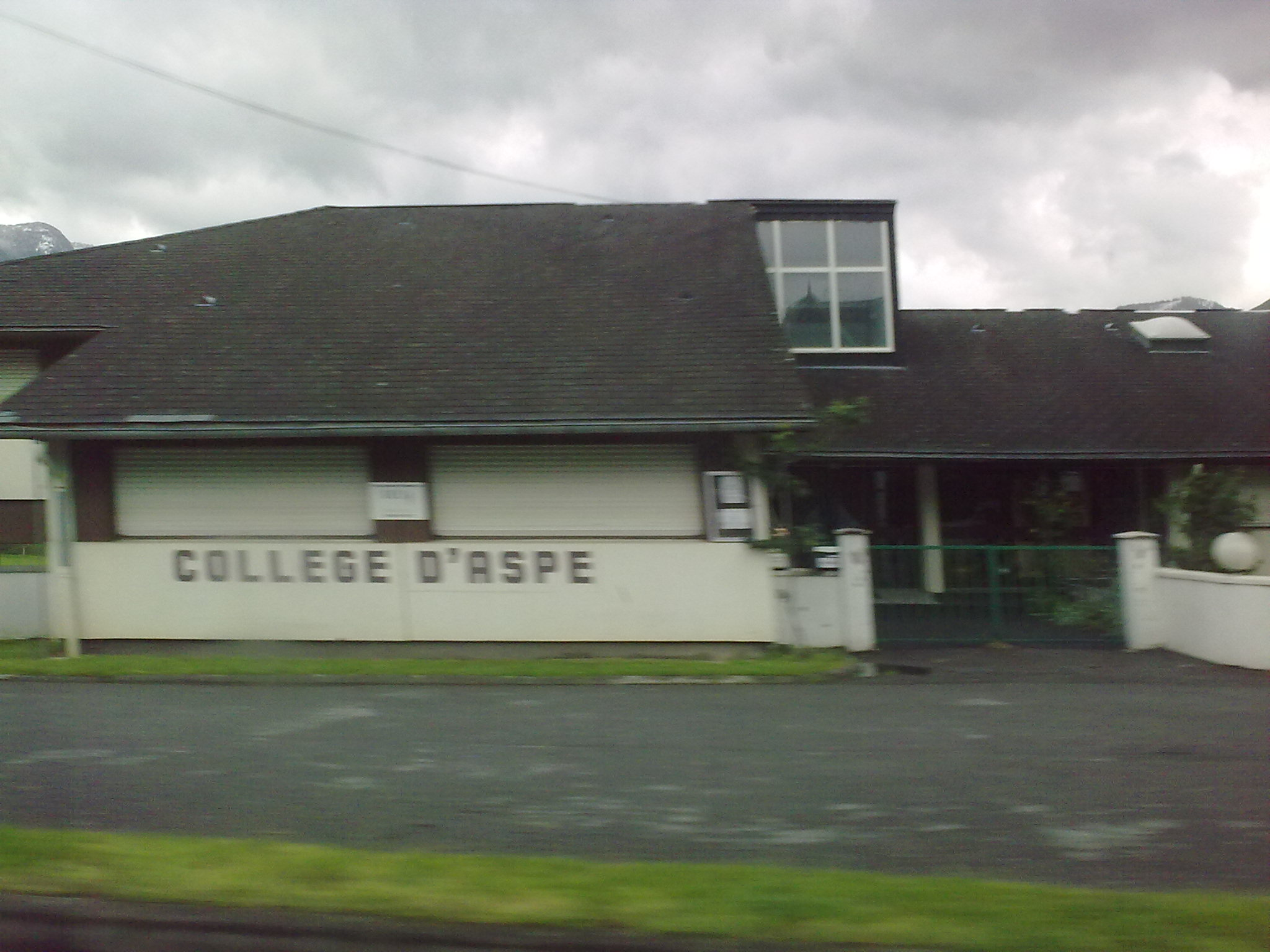
Le collège d'Aspe.

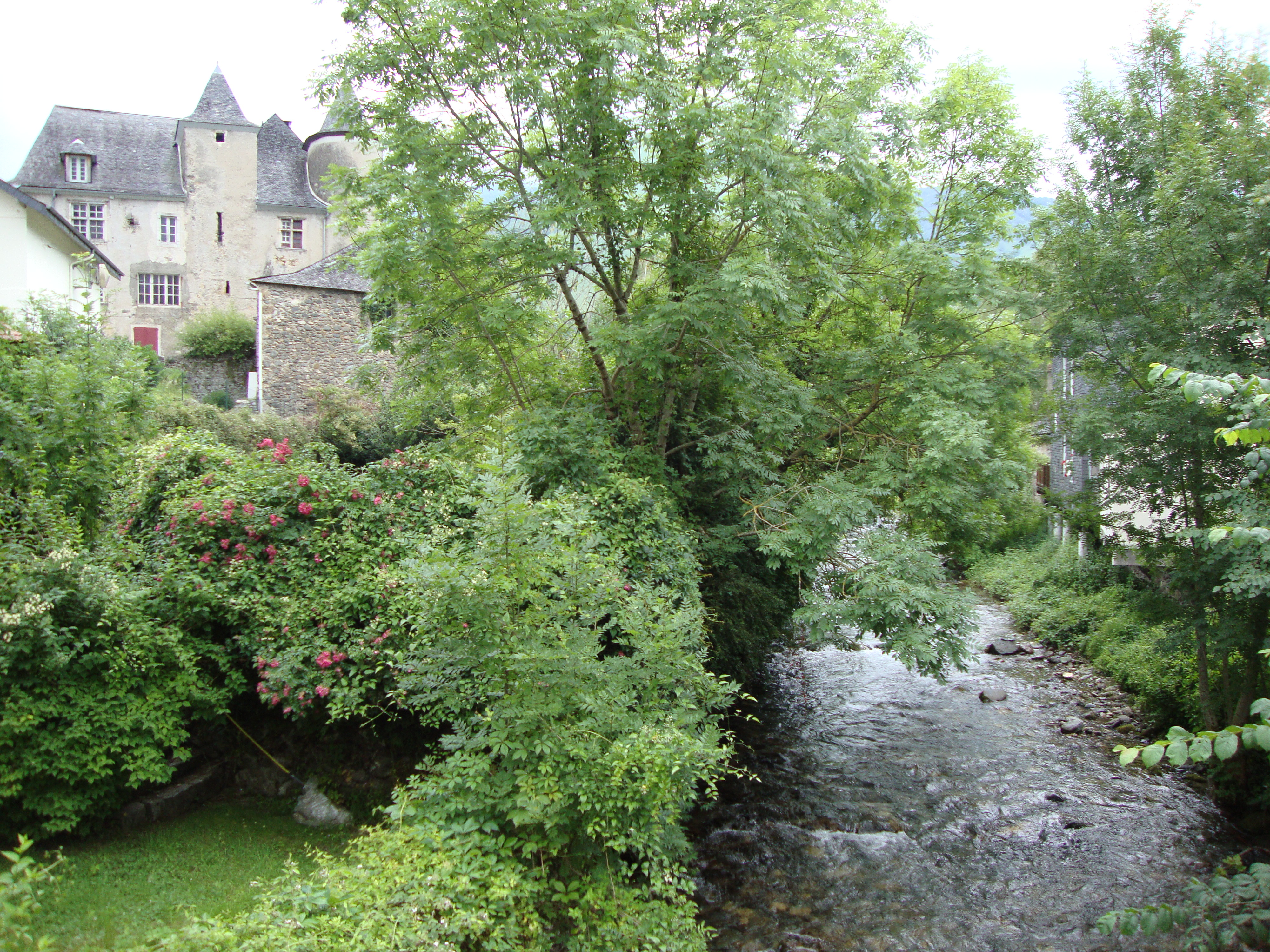
Le gave d'Aydius et le château.

L'économie de la commune est essentiellement tournée vers les services (médecins, gendarmerie, parc national, office du tourisme, centre multiservices, commerces). Le marché du jeudi garde une certaine importance. L'agriculture (élevage des ovins surtout) est présente par plusieurs points de vente de fromage fermier. La commune fait partie de la zone d'appellation de l'ossau-iraty.

## Culture locale et patrimoine

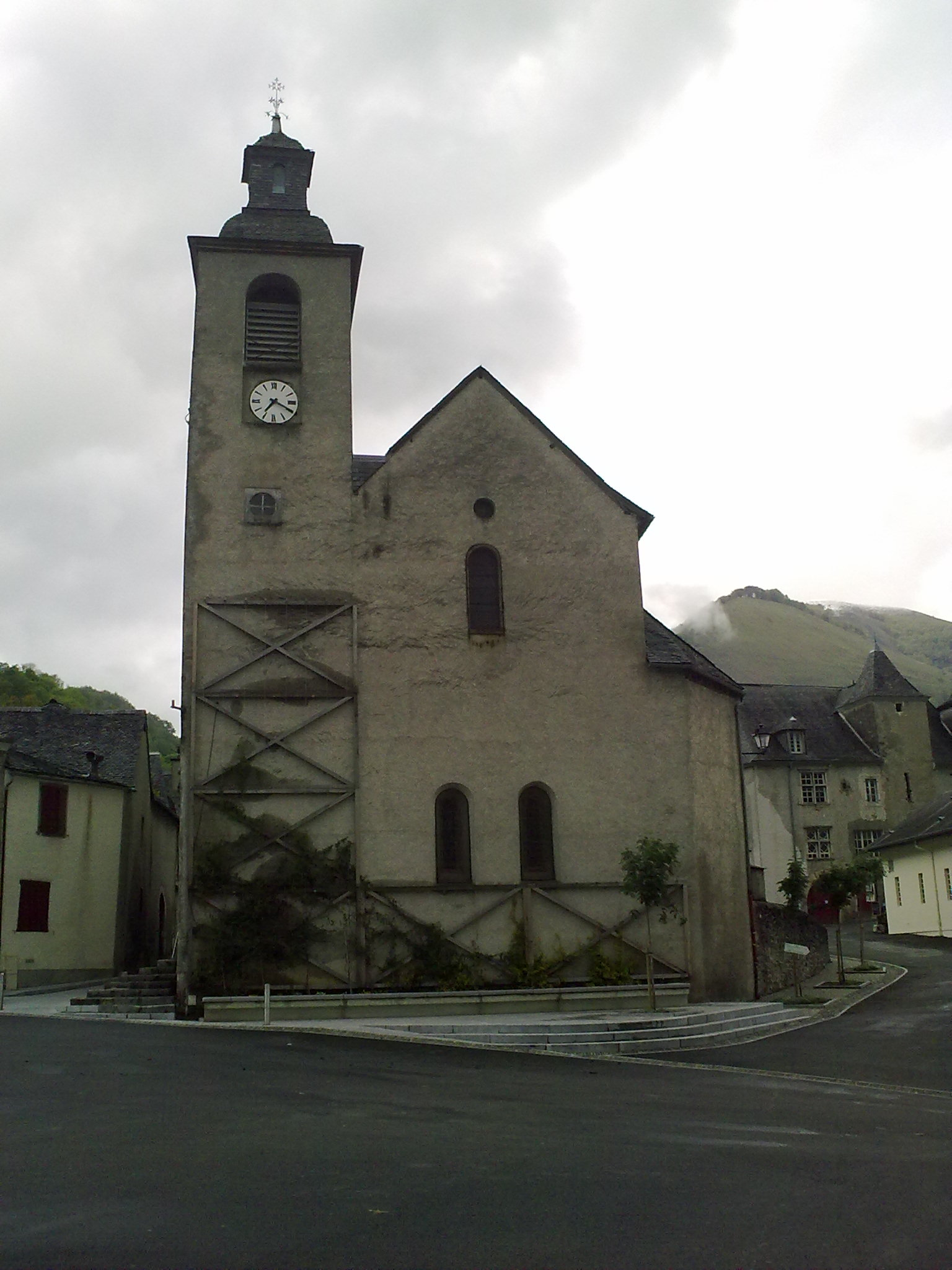
L'église Saint-Michel.
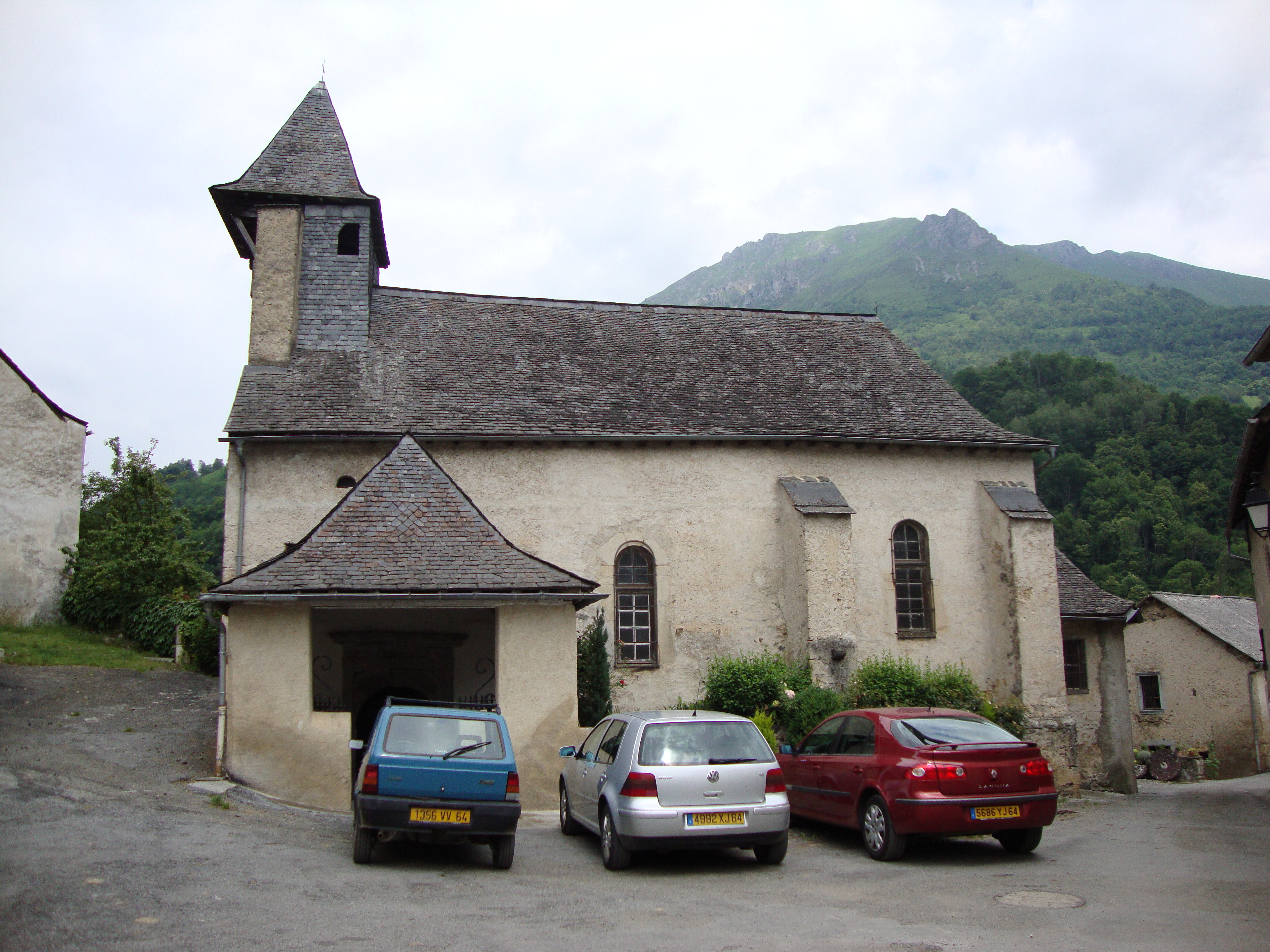
La chapelle d'Orcun.

La langue locale est l'occitan-gascon appelé en Béarn béarnais. L'école de la commune propose un enseignement bilingue français-occitan (béarnais), ce cursus va de la maternelle au collège.
Bedous fait partie du pays d'art et d'histoire des Pyrénées béarnaises.

### Patrimoine civil
Bedous est un village bâti autour de la place du marché, entourée par la mairie, l'église et de nombreux petits commerces. Les maisons les plus anciennes se trouvent à proximité immédiate.
- Moulin à farine, XVe et XVIe siècles.
- Maisons des XVIIe, XVIIIe et XIXe siècles.
- Fontaine du XIXe siècle.
- Manoir dit Château Lassalle, XVIIe, XIXe et XXe siècles[70].
- Fronton, situé derrière l'église.
- Table d'orientation, située au nord-est de Bedous.
- Château Fénart.

L'ancien bâtiment de la gare de Bedous est maintenant un hôtel-restaurant.
La commune a érigé en 1987 une stèle des évadés de France, à la mémoire des résistants qui quittèrent la France pour rejoindre l'Armée de la libération via l'Espagne durant la Seconde Guerre mondiale.

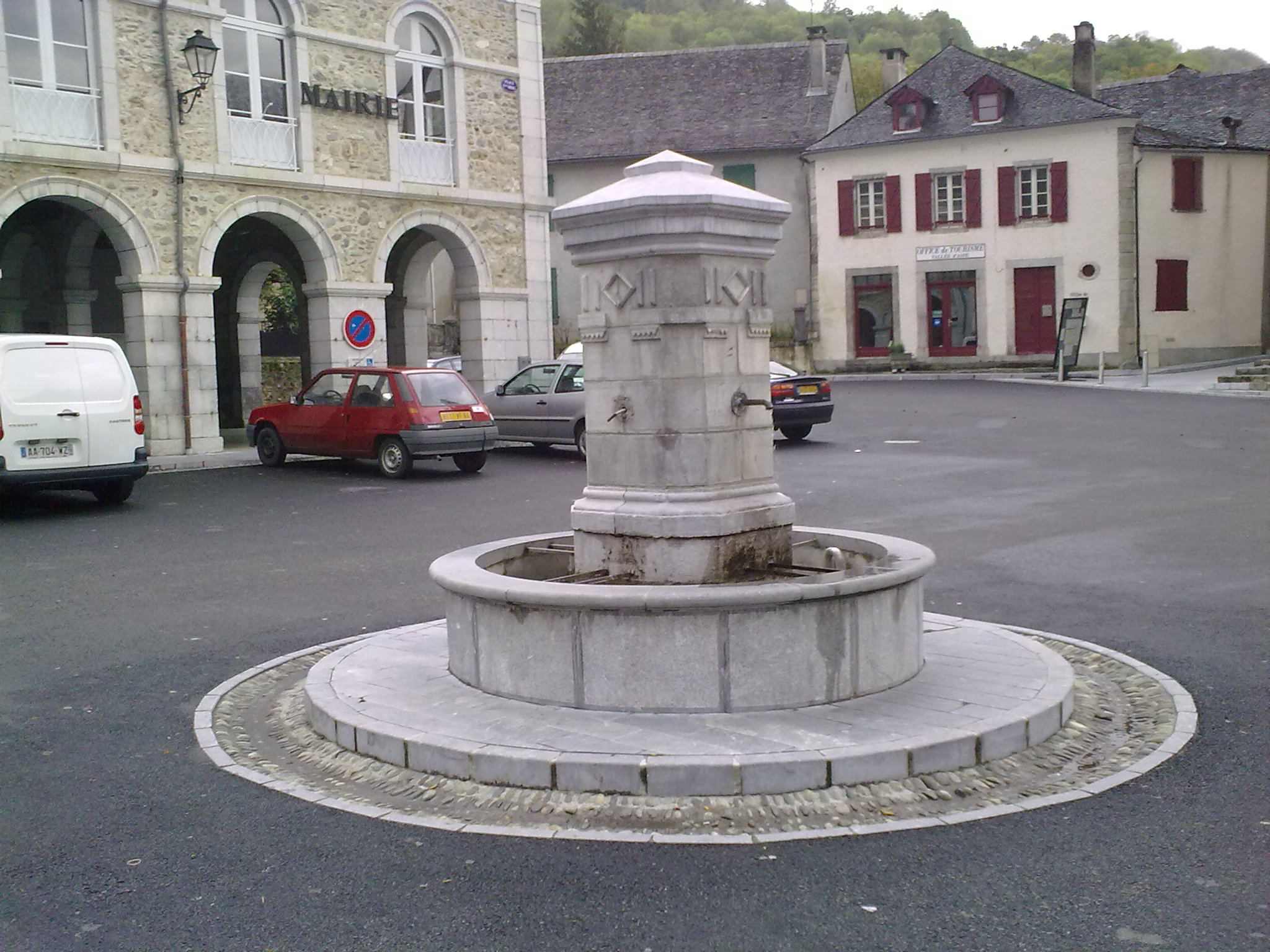
La fontaine.
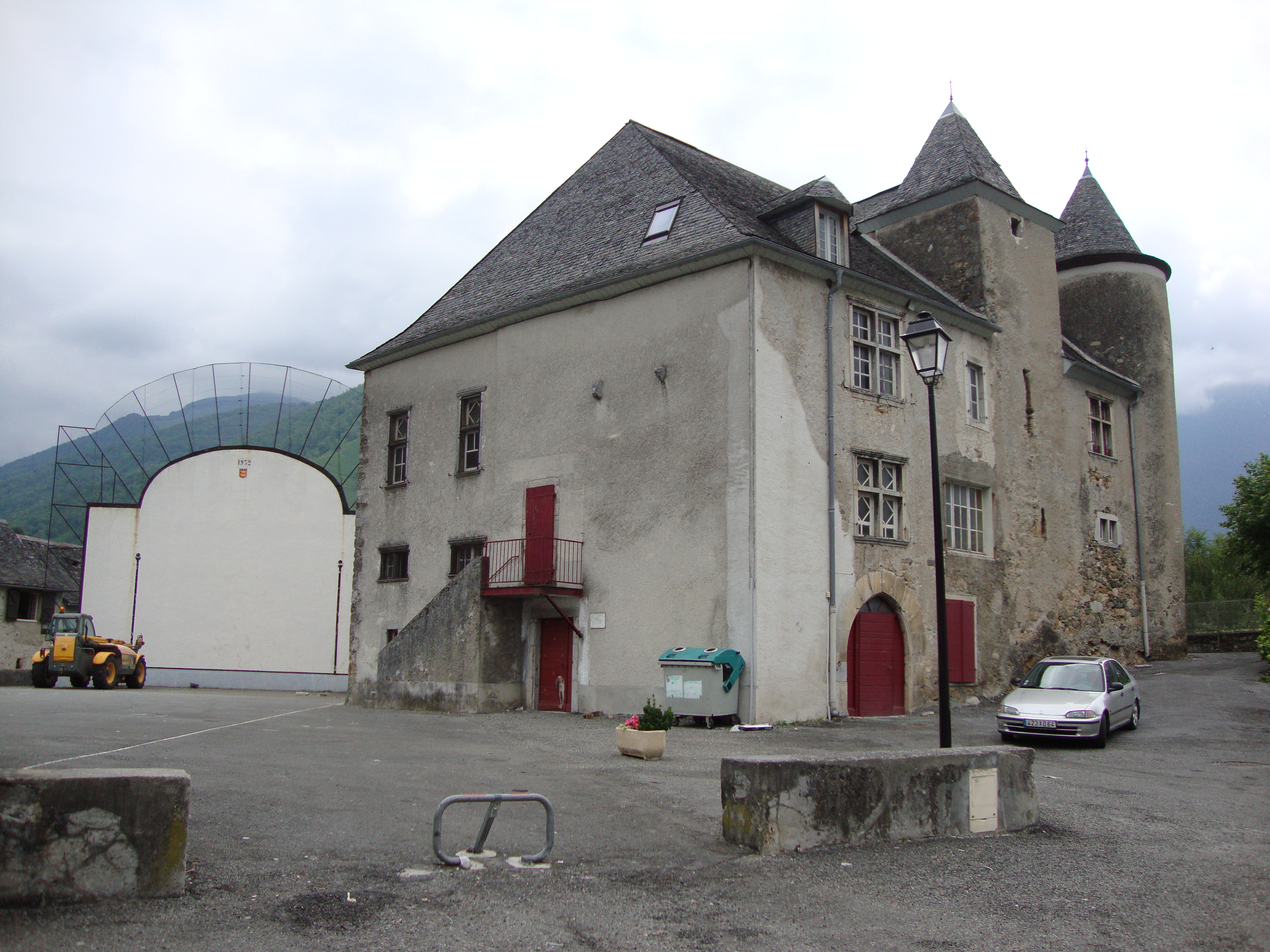
Château et fronton.

### Patrimoine religieux

#### L’église Saint-Michel
Elle date du XIVe siècle,.

#### La chapelle Saint-Jean
Située au quartier Orcun, datant du XIIe siècle, elle est classée par les monuments historiques depuis 1984,. Elle recèle du mobilier,,,,,,,, des tableaux, des statues, et des objets également classés par le ministère de la Culture.

### Sports
En 2008, le club de rugby à XV, l'US Aspoise Bedous a été champion de France de 4e série en battant les Francs-Comtois du RC Plateau 25 par 21 à 10.

## Équipements
Bedous possède un collège, le collège d'Aspe et une école primaire.
Un gymnase (salle polyvalente d'Aspe) est également présente sur la commune.

## Personnalités liées à la commune
- Pierre Laclède, né en 1729 à Bedous et mort en 1778 sur le fleuve Mississippi (États-Unis), est le fondateur de la ville de Saint Louis aux États-Unis d'Amérique.
- Wilhelm Friedmann, né en 1884 à Vienne, est un romaniste et philologue austro-allemand. Il se suicide en 1942 à Bedous.
- Bernard Charbonneau, né à Bordeaux en 1910 et mort à Saint-Palais en 1996), est un penseur et philosophe français, familier du village avec ses amis du « groupe personnaliste du Sud-Ouest ».
- Thibault Lassalle, né à Oloron-Sainte-Marie en 1987, est un joueur de rugby à XV. Il a passé son enfance à Bedous.

## Pour approfondir